# 波氏跳蛛
波氏跳蛛（学名：Salticus potanini）为跳蛛科跳蛛属的动物。分布于韩国以及中国大陆的吉林、宁夏、河北、陕西等地。